# Staré Hradiště
Obec Staré Hradiště se nachází v okrese Pardubice, kraj Pardubický. Žije zde přibližně 2 100 obyvatel.

## Části obce
- Staré Hradiště (včetně ZSJ Psinek)
- Brozany
- Hradiště na Písku

## Historie
Ve 12. století patřila obec Staré Hradiště opatovickému klášteru. Když husitská vojska klášter zničila, tak se majetek kláštera dostal do rukou Diviše Bořka z Miletínka. Po nějaké době Diviš Bořek koupil pardubickou tvrz i s městem a okolními vesnicemi a vytvořil základ budoucího pardubického panství. Majetkem české královské komory se obec stala v době, kdy poslední držitel Pardubic z rodu Pernštejnů prodal Ferdinandovi I. pro jeho syna Maxmiliána II. Hradiště bylo několikrát za dob své existence silně poznamenáno válečnými událostmi. V době trvání třicetileté války bylo zde z deseti stavení zničeno jen jedno. Další významnější událostí byl rok 1866, kdy tudy procházelo pruské vojsko, když pochodovalo od Hradce Králové na Pardubice.
Pod správu obce patřila Fáblovka, jež byla samotou jižně od Starého Hradiště. Původně se jednalo o zájezdní hostinec, který se přeměnil na počátku 20. století v továrnu na zpracování ovoce a zeleniny. Dalším místem pod správou obce Staré Hradiště byl Psinek, kde se přechovávali psi na hony. Dále pod správu patřila Cihelna, jež leží na křižovatce silnic Pardubice - Hradec Králové.
Nejvíce strategickou částí obce Staré Hradiště byly Brozany, jelikož se tam nachází brod přes řeku Labe, který spojoval cestu z Kunětické hory do Pardubic. Pod Brozany v 18. století spadalo Hradiště na Písku, které pamatuje mnoho historických událostí.

## Pamětihodnosti
- Sýpka na okraji obce [5]

## Popis znaku
Celým znakem prostupuje modrý pruh, který leží ve stříbrném poli. V pravé horní části se nachází roubená tvrz a palisádová hradba. Znázornění tvrze ve znaku vychází z minulosti, kdy ve Starém Hradišti tvrz stávala. V dolní levé části leží 3 volné kůly. Tři kůly se vážou k části obce Brozany.